# Busslink

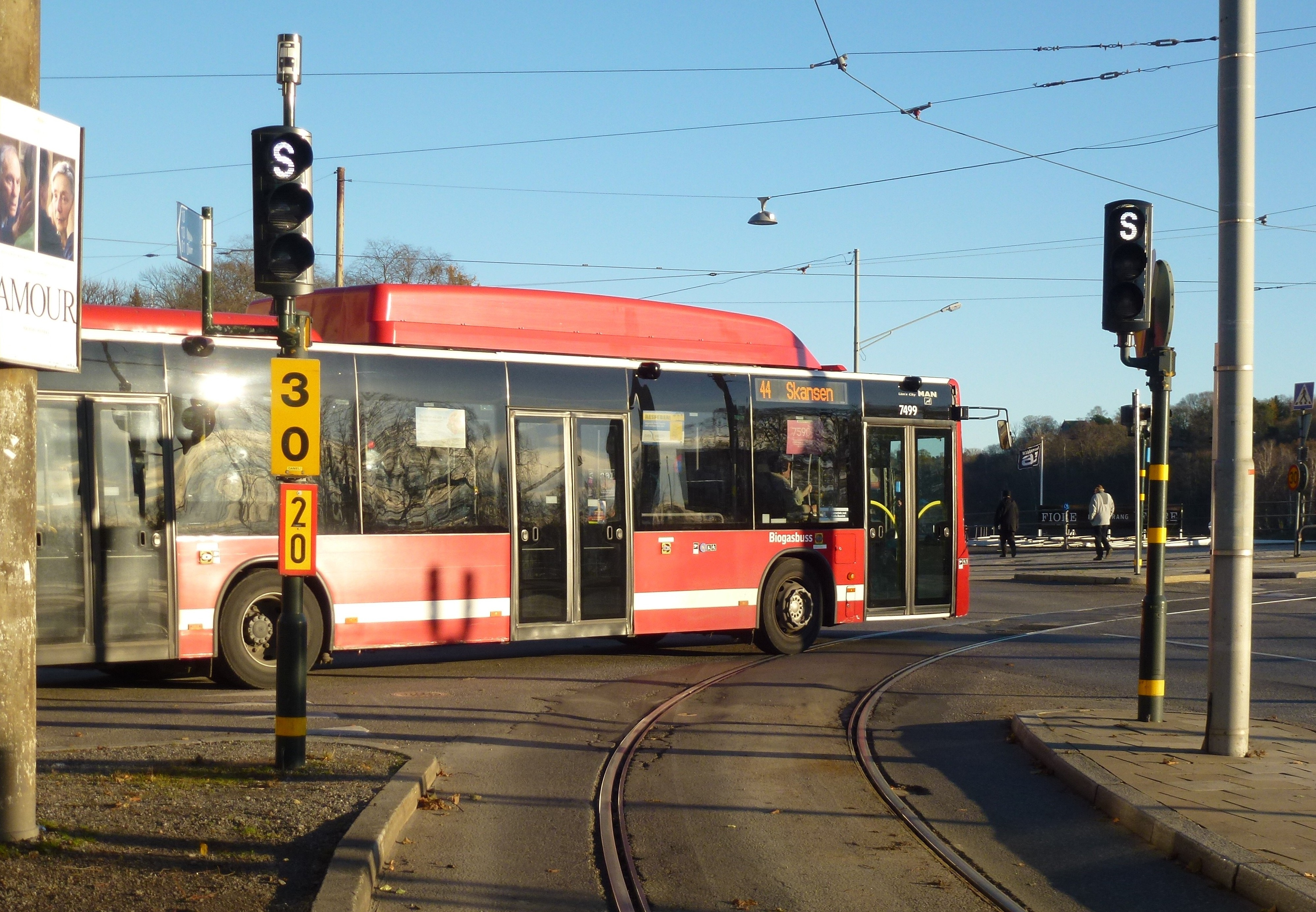
Busslink-buss nummer 7499 i SL-trafiken på linje 44 vid korsningen Strandvägen-Djurdgårdsbron i Stockholm.

Busslink är en bifirma till Keolis Sverige AB ett av de tre största bussbolagen i Sverige med 5 700 medarbetare. De bedriver linjetrafik med buss på entreprenad i Stockholms, Örebro, Dalarnas, Jönköpings, Värmlands samt Västra Götalands län.
 Busslink bildades genom en sammanslagning av SL Buss AB och Näckrosbuss AB 1999 men det var först 2000 som man började använda det nya namnet officiellt. Busslink ägs sedan 2010 av Keolis Sverige AB.

## Historik
Busslink bestod från början i huvudsak av två bussbolag. SL Buss AB i Stockholms län och Näckrosbuss AB i Örebro län, Sörmlands län och Östergötlands län.
- 1990 bildades SL Buss AB i samband med en ny strategi från SL med att det inte längre var självklart att trafiken skulle bedrivas i egen regi.
- 1994 gick T-Buss AB i Örebro län och Sörmlands Läns Trafik AB i Sörmlands län samman och bildade Näckrosbuss AB.
- 1995 anslöt sig även Norrköping-Linköping Trafik AB i Östergötlands län till Näckrosbuss.
- 1999 gick SL Buss AB och Näckrosbuss AB samman och bildade Busslink AB.
- 2000 Började man använda det nya namnet officiellt.
- 2003 sålde SL 70 % av sin ägarandel till franska Keolis.
- 2010 i august övertog Keolis resterande del av Busslink.[1]

## Logotyp
Busslink valde en logotyp som ser ut som en glad sköldpadda. Att välja en sköldpadda som symbol för ett bussbolag istället för någonting som får människor att associera till hastighet gjorde att den fick uppmärksamhet. 
Busslink hävdar att valet kan anknytas till en klassisk fabel av Aisopos.

## Trafikområden
Verksamheten är uppdelad enligt följande 2019.
Affärsområde Sverige:
- Trafikområde Västra Götaland, kör trafik i Göteborg, Mölndal och Partille.
- Trafikområde Småland, kör stadstrafiken i Jönköping.
- Trafikområde Närke, kör trafik i Odensbacken.
- Trafikområde Dalarna, kör trafik i Borlänge och Falun.
- Trafikområde Värmland, kör stadstrafiken i Karlstad.

Affärsområde Stockholm:
- Trafikområde Lidingö kör all trafik i SL:s regi på Lidingö[3][4]
- Trafikområde Stockholm City kör trafik i SL:s regi i Stockholms innerstad samt viss trafik i Solna.[3][4]
- Trafikområde Söderort kör trafik i SL:s regi i Stockholms södra förorter.
- Trafikområde Södertörn kör trafik i SL:s regi i Nacka, Tyresö, Huddinge, Botkyrka och Salem.